# Kurt Voß (Fußballspieler)
Kurt Voß (* 8. Juli 1900 in Kiel; † 8. April 1978) war ein deutscher Fußballspieler.

## Karriere

### Vereine
Voß, der schon früh als riesiges Talent galt, gehörte von 1916 bis 1921 und erneut von 1924/25 bis 1931 Holstein Kiel an. Dazwischen spielte er beim ABTS Bremen sowie ab 1922 für Borussia Neunkirchen, bevor er während der Saison 1924/25 nach Kiel zurückkehrte und kurz darauf Nationalspieler wurde. Sein (erster) Wechsel nach Neunkirchen wurde seinerzeit „zu einem Sportpolitikum“, da er zeige, „dass aus dem Saargebiet das gelobte Land gewinnsüchtiger Fußballer geworden sei“, so ein zeitgenössischer Presseartikel. Voß war bei einem Neunkircher Industrieunternehmen angestellt.
Für Holstein bestritt er in den Meisterschaften des Norddeutschen Fußball-Verbandes Punktspiele, so ab der Saison 1920/21 in der Nordkreisliga, in der Saison 1928/29 in der Runde der Zehn und später in der Oberliga Schleswig-Holstein. Aufgrund der regionalen Erfolge – darunter der dreimalige Gewinn der Norddeutschen Meisterschaft – nahm er in den Spielzeiten 1925/26 bis 1930/31 ununterbrochen mit der Mannschaft auch an den jeweiligen Endrunden um die Deutsche Meisterschaft teil. In seinen insgesamt 15 Endrundenspielen erzielte er vier Tore, wobei er am 16. Mai 1926 in Kiel beim 8:2-Sieg im Achtelfinalspiel gegen den Stettiner SC debütierte und am 30. Mai 1926 in Berlin, beim 4:0-Sieg über den SV Norden-Nordwest mit dem Treffer zum Endstand in der 90. Minute, sein erstes Tor erzielte. In der Spielzeit 1929/30 drang er mit seiner Mannschaft bis ins Finale vor, das jedoch am 22. Juni im Düsseldorfer Rheinstadion mit 4:5 gegen Hertha BSC verloren wurde.
1931 begab er sich wieder ins saarländische Neunkirchen und bestritt seine erneute Premierensaison für Borussia Neunkirchen in der vom Süddeutschen Fußball-Verband organisierten Meisterschaft in der Gruppe Saar innerhalb der Bezirksliga Rhein/Saar. Von 1933 bis 1936 kam er in der Gauliga Südwest, in einer von zunächst 16, später auf 23 aufgestockten Gauligen zur Zeit des Nationalsozialismus als einheitlich höchste Spielklasse im Deutschen Reich zum Einsatz.
Am 9. August 1937 beantragte er die Aufnahme in die NSDAP und wurde rückwirkend zum 1. Mai desselben Jahres aufgenommen (Mitgliedsnummer 4.425.344).

## Auswahl-/Nationalmannschaft
Voß war Spieler der Auswahlmannschaft des Norddeutschen Fußball-Verbandes und gewann am 22. Februar 1925 in Hamburg das Finale um den Bundespokal, dem Wettbewerb der Auswahlmannschaften der Regionalverbände, gegen die Auswahlmannschaft des Süddeutschen Fußball-Verbandes mit 2:1; dabei erzielte er den Treffer zum 1:0 in der 58. Minute. Am 6. März 1927 drang er erneut in das Finale vor, verlor jedoch mit 0:1 der Auswahlmannschaft des Verbandes Mitteldeutscher Ballspiel-Vereine in Altona. So auch am 29. April 1928, als er mit seiner Auswahlmannschaft in Breslau der Auswahlmannschaft des Südostdeutschen Fußball-Verbandes mit 0:2 unterlag.
Er bestritt im Jahr 1925 zwei Länderspiele für die A-Nationalmannschaft, wobei er am 29. März in Amsterdam bei der 1:2-Niederlage gegen die Niederländische Nationalmannschaft debütierte und in der 78. Minute mit dem Treffer zum Endstand sein erstes Länderspieltor erzielte. Am 26. Juni krönte er den 5:3-Sieg über die Nationalmannschaft Finnlands in Helsinki – im Rahmen der Skandinavienreise – mit dem Treffer zum Endstand in der 87. Minute.

## Erfolge
- Zweiter der Deutschen Meisterschaft 1930
- Norddeutscher Meister 1926, 1927, 1930
- Bezirksmeister 1925, 1926, 1927, 1928, 1930, 1931
- Bundespokal-Sieger 1925
- Westkreismeister 1922 (mit ABTS Bremen)